# Mathurin Moreau

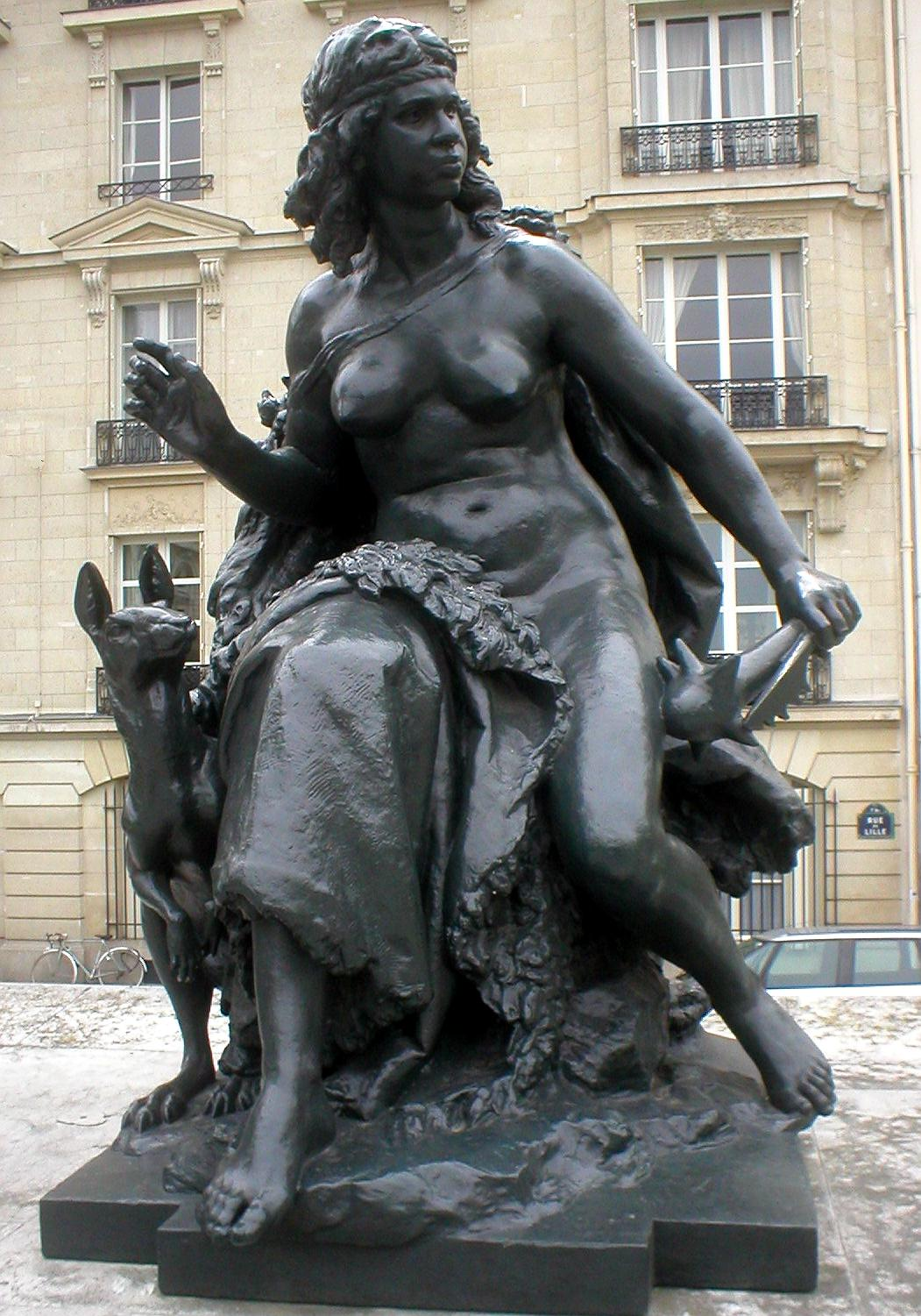
L'Océanie - Musée d'Orsay in Parijs

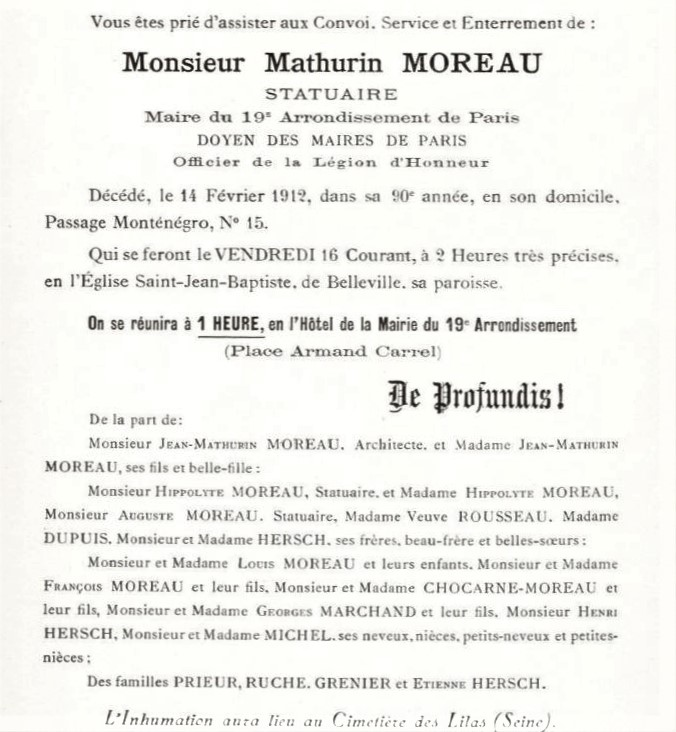

Mathurin Moreau (Dijon, 18 november 1822 - Parijs, 14 februari 1912) was een Frans beeldhouwer. Hij is een lid van de beeldhouwersfamilie Moreau.

## Biografie
Mathurin Moreau werd geboren uit het huwelijk van de beeldhouwer Jean-Baptiste-Louis-Joseph Moreau en Anne Marianne Richer, oorspronkelijk uit Besançon waar haar vader, Mathieu Richer, ook beeldhouwer was. De broers van Moreau, Hippolyte en Auguste, waren ook beeldhouwers.
Moreau werd toegelaten tot de École des Beaux-Arts in Parijs in 1841 en volgde lessen bij Jules Ramey en Auguste Dumont. Hij won de tweede prijs in Rome in 1842 met het Diodème enlevant le Palladium. In 1848 debuteerde hij op de Salon des artistes français met het beeld L'Élégie.
Op de Wereldtentoonstellingen van Parijs  behaalde hij een medaille tweede klasse in 1855, een medaille eerste klasse in 1878 en een gouden medaille in 1889.  In 1897 ontving hij een eremedaille op de Salon. Hij was jurylid tijdens de Wereldtentoonstelling van 1900 in Parijs.
Naast zijn academische neoklassieke en Art Nouveau beelden in marmer en brons is hij over de ganse wereld voor zijn monumentale werken en seriewerk bekend.
Tussen 1849 en 1879 werkte Moreau samen met de kunstgieterij Val d'Osne en werd hij een van de aandeelhouders en later één van de beheerders.
In het kader van deze  samenwerking maakte hij een honderdtal modellen beelden en decoratieve voorwerpen die in de catalogus van het aterlier vermeld zijn. Het betref kandelaars, tafellampen, fonteinen, vazen beelden, toortsen, religieuze beelden en grafmonumenten. In de beginperiode van de elektriciteit ontwierp hij talrijke lampen die zijn signatuur dragen.  De meeste van deze beelden zij in gietijzer, bedekt met een coating van imitatiebrons. Zijn monumentale fonteinen en beelden zijn niet alleen in verspreid in het stadsbeeld van vele Franse steden, maar ook in vele andere landen, in het bijzonder in Zuid-Amerika, waar hij heel erg populair was.
Hij leverde ook modellen aan de "Compagnie des Bronzes de Bruxelles".
In 1879 werd hij verkozen, tot aan zijn dood, tot burgemeester van het 19e arrondissement van Parijs. De schilder Henri Gervex maakte een schilderij van Mathurin Moreau die als burgemeester het huwelijk van zijn zoon  ean-Mathurin Moreau in 1881 voltrekt. Het hang nog steeds prominent in de trouwzaal van het stadhuis van het 19e arrondissement .
Hij werd benoemd tot ridder van het Legioen van Eer in 1865 en promoveerde tot de rang van officier van dezelfde orde in 1885.
Hij overleed op 14 februari 1912 in zijn huis  Passage du Montenegro 15 in de 19e arrondissement van Parijs. Hij werd begraven op de begraafplaats Les Lilas.
Zijn enige zoon, Jean-Mathurin Moreau, was architect.

## Galerij

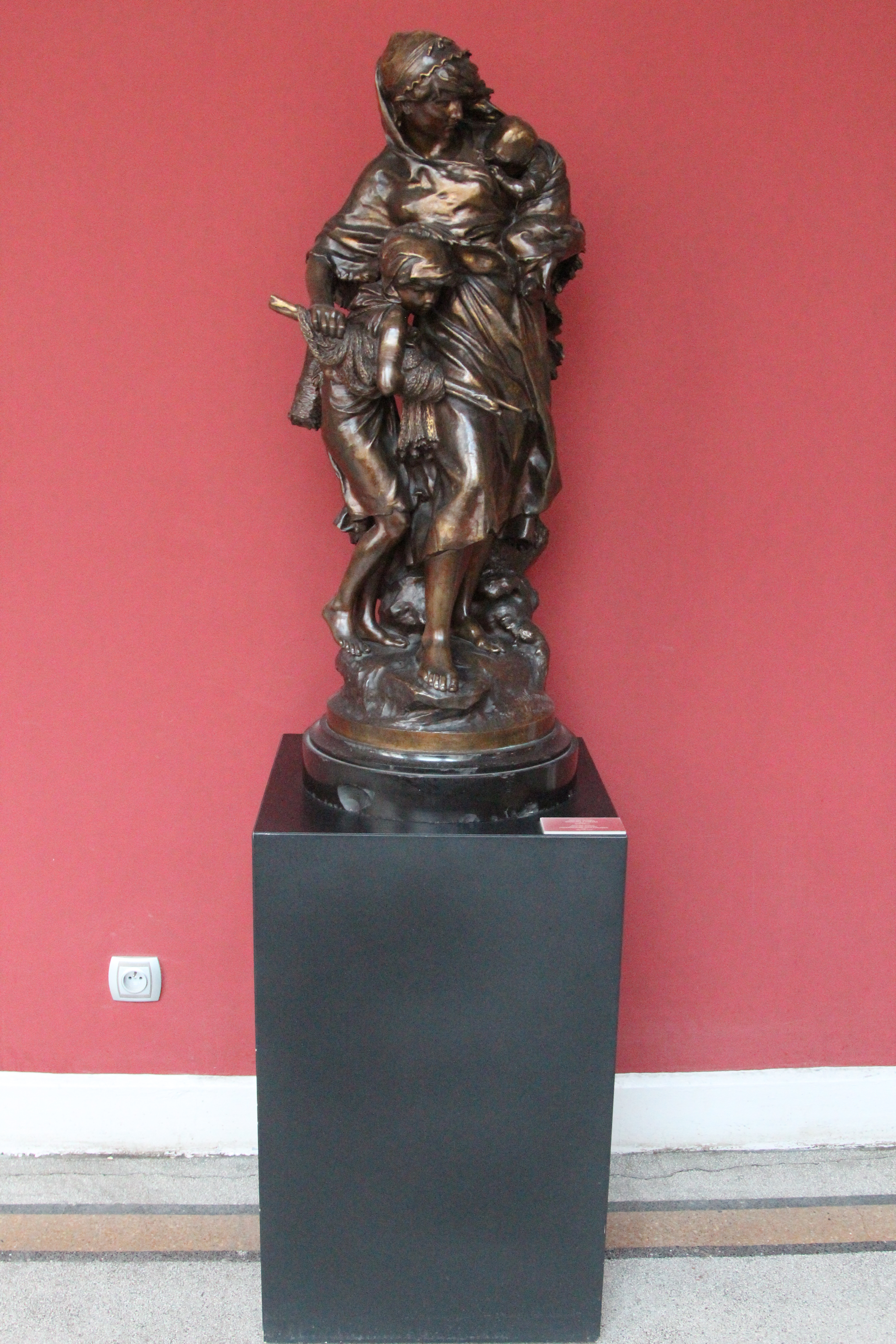
Visservrouw en kinderen ((Museum Wroclaw)
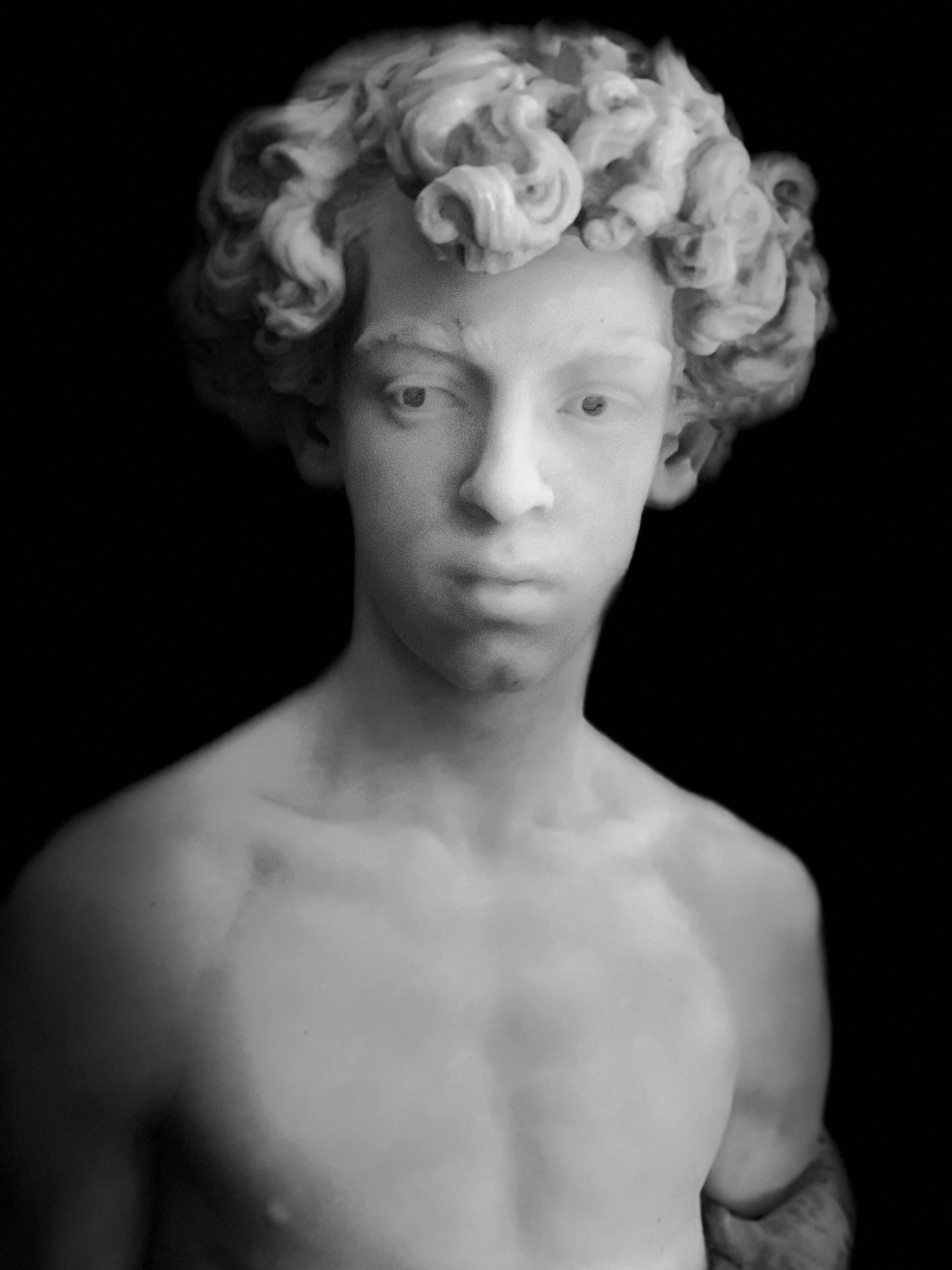
Ismâël, buste (privé collectie Parijs)
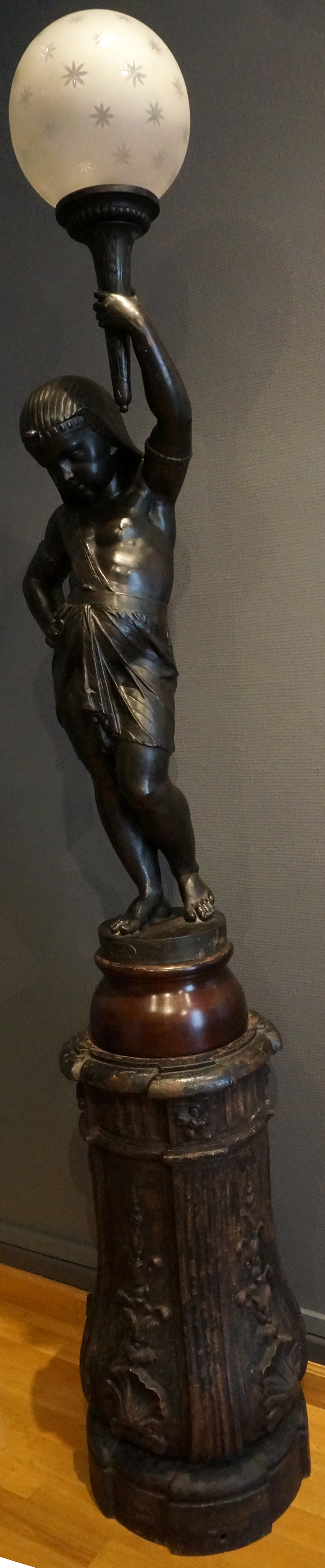
Egyptische figuur (Lamp)
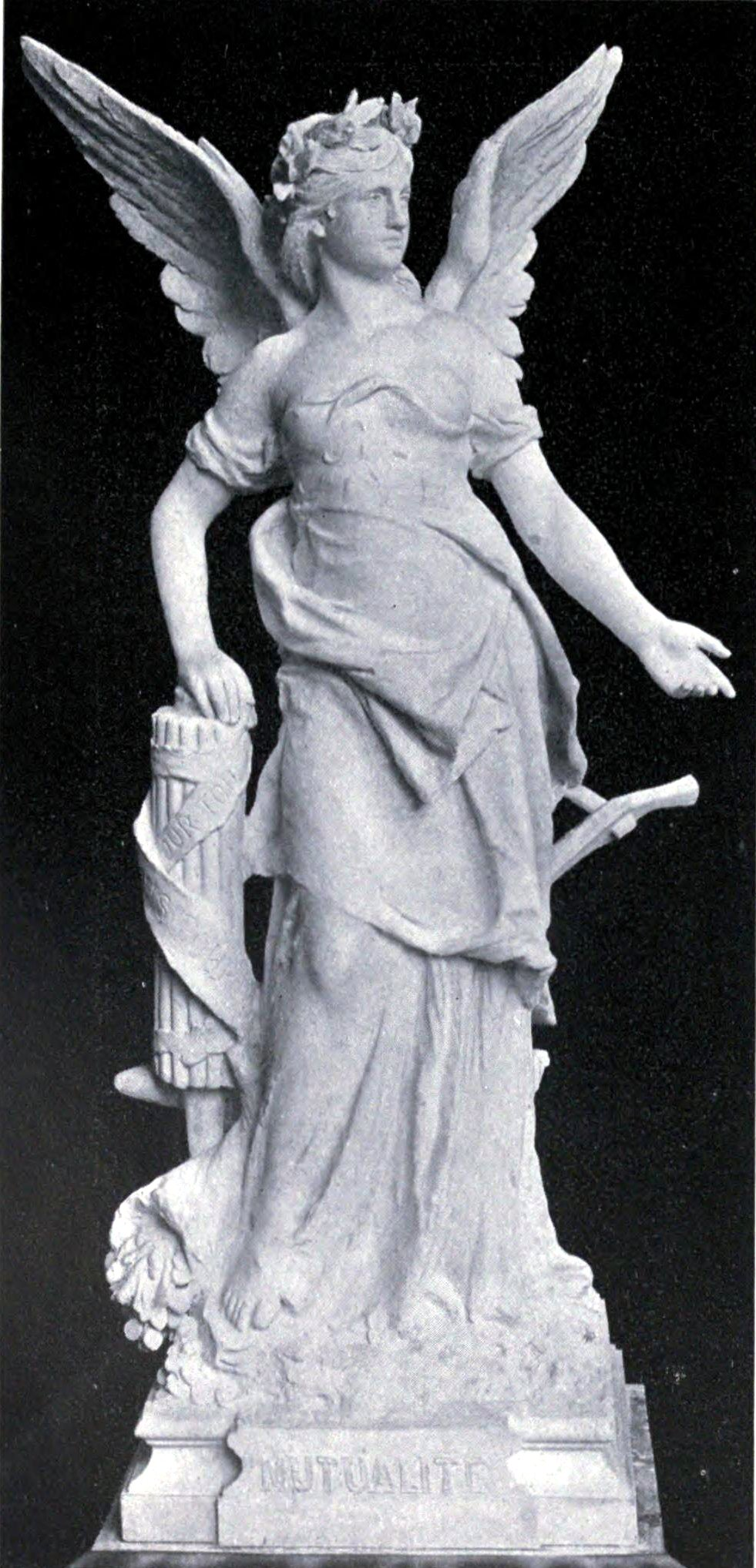
De voorzienigheid
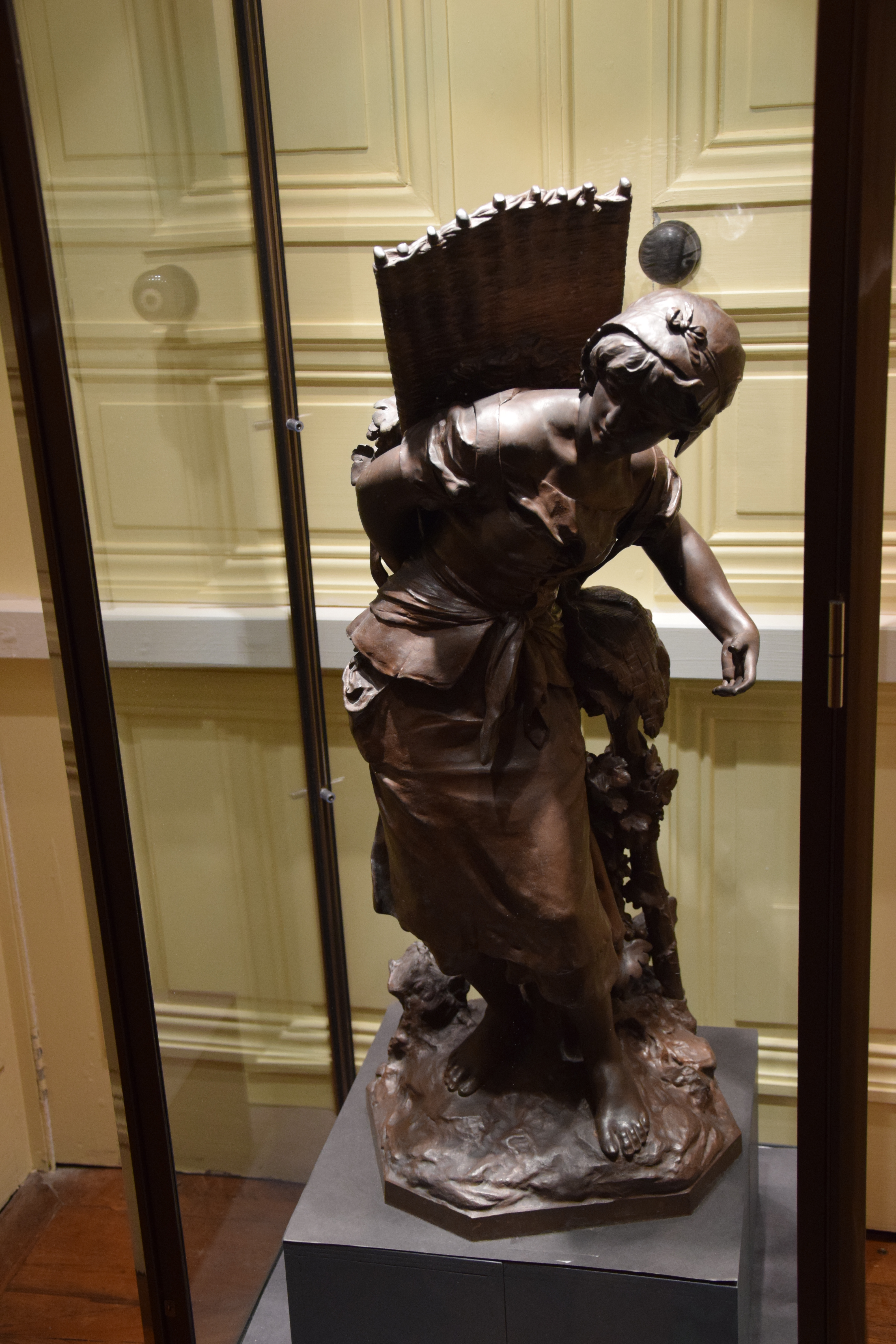
De plukster (Musée d'Art et d'Histoire de Cognac)

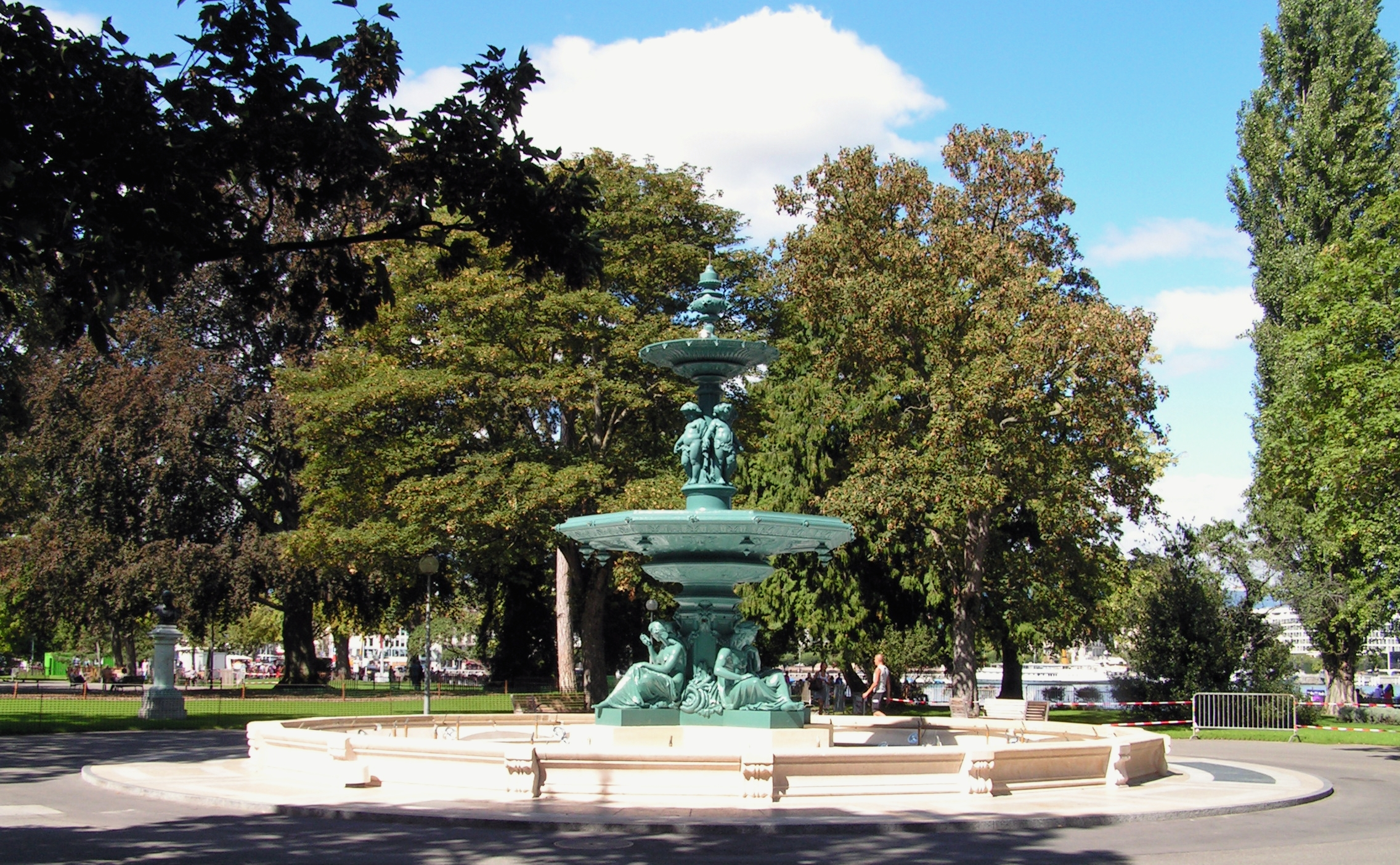
Genève: Jardin Anglais
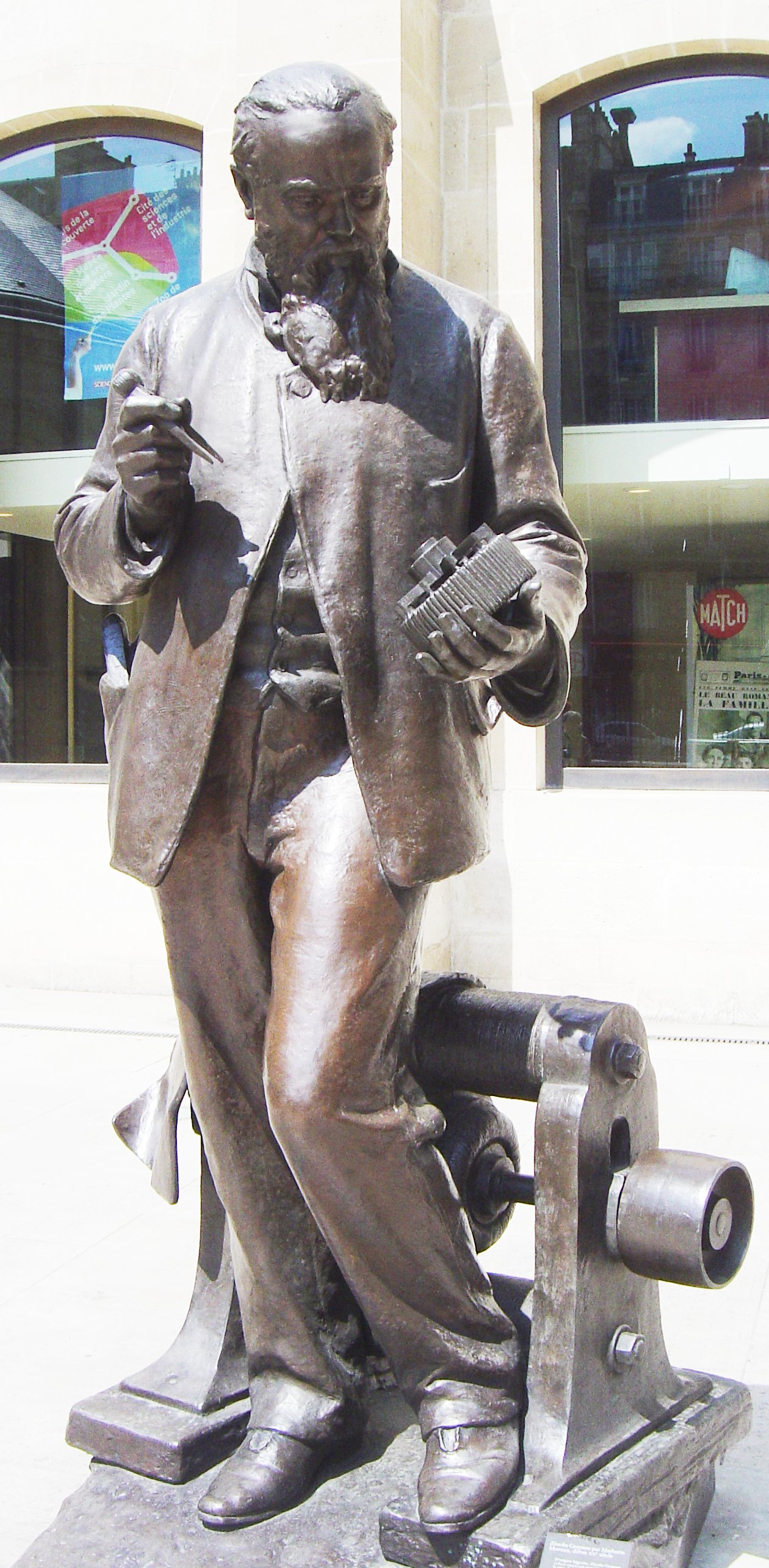
Zénobe Gramme (Parijs)
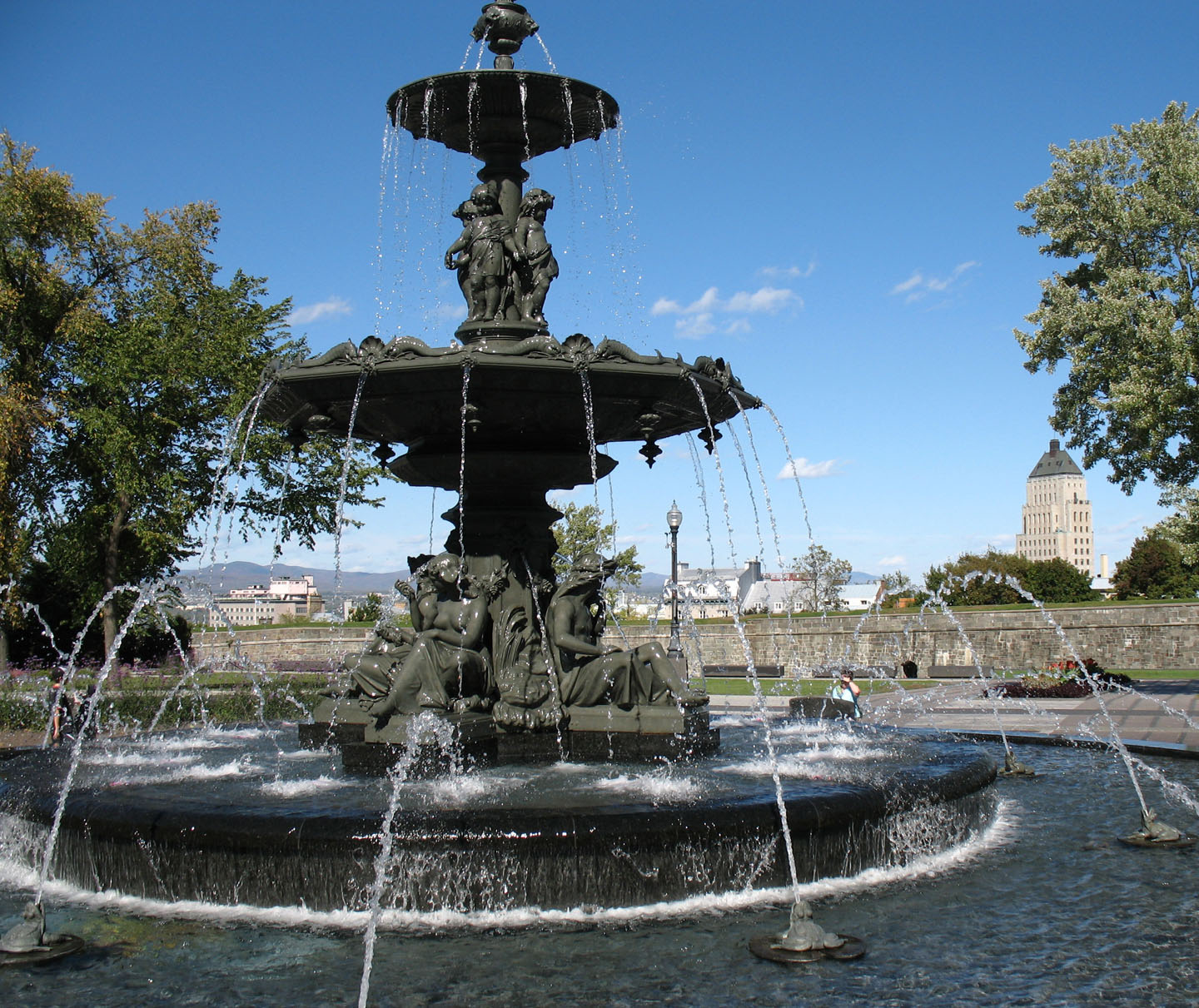
Fontaine de Tourny Quebec
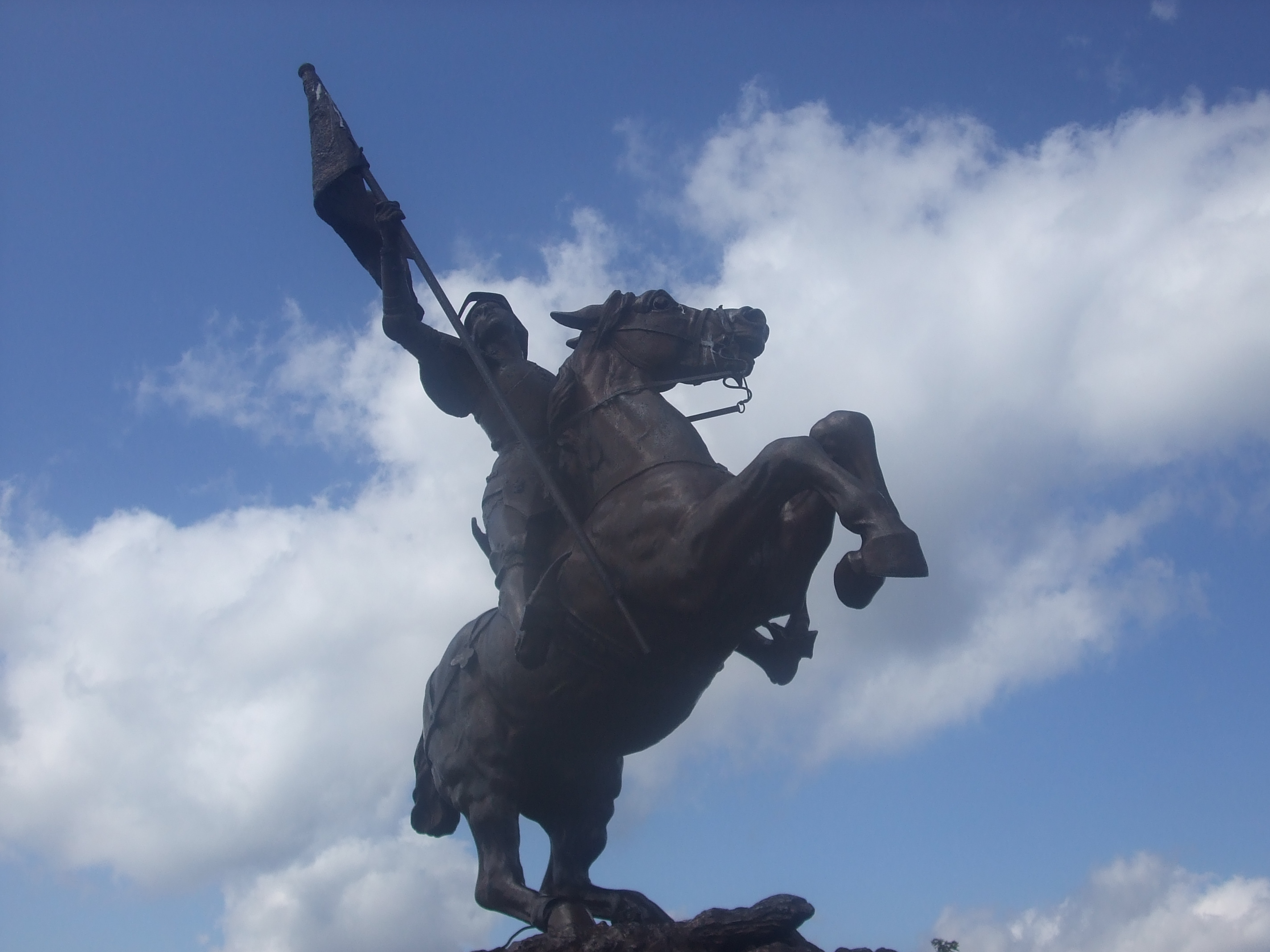
Jeanne D'Arc (Ballon D'Alsace)
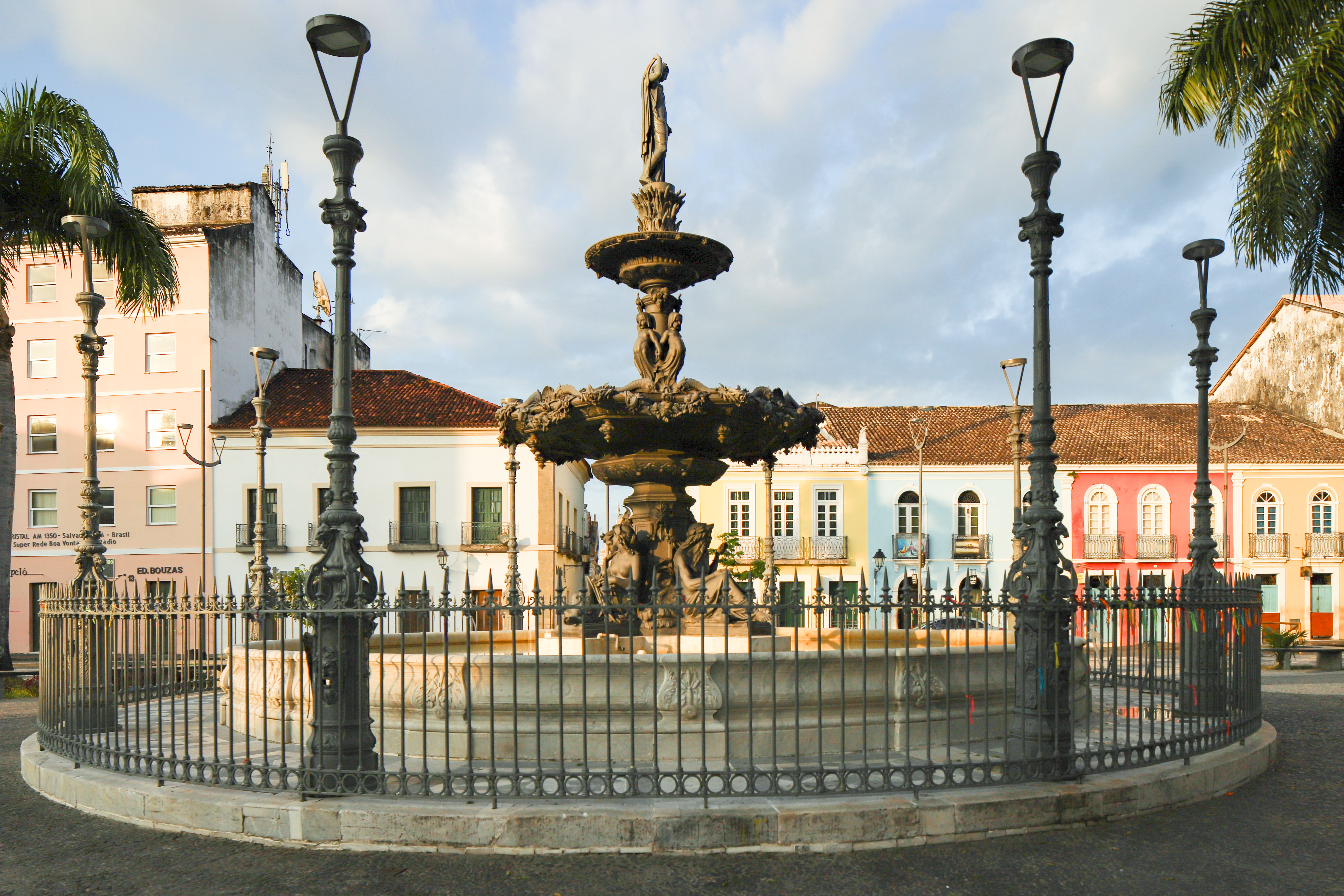
Terreira de Jesus, Salvada de Bahia

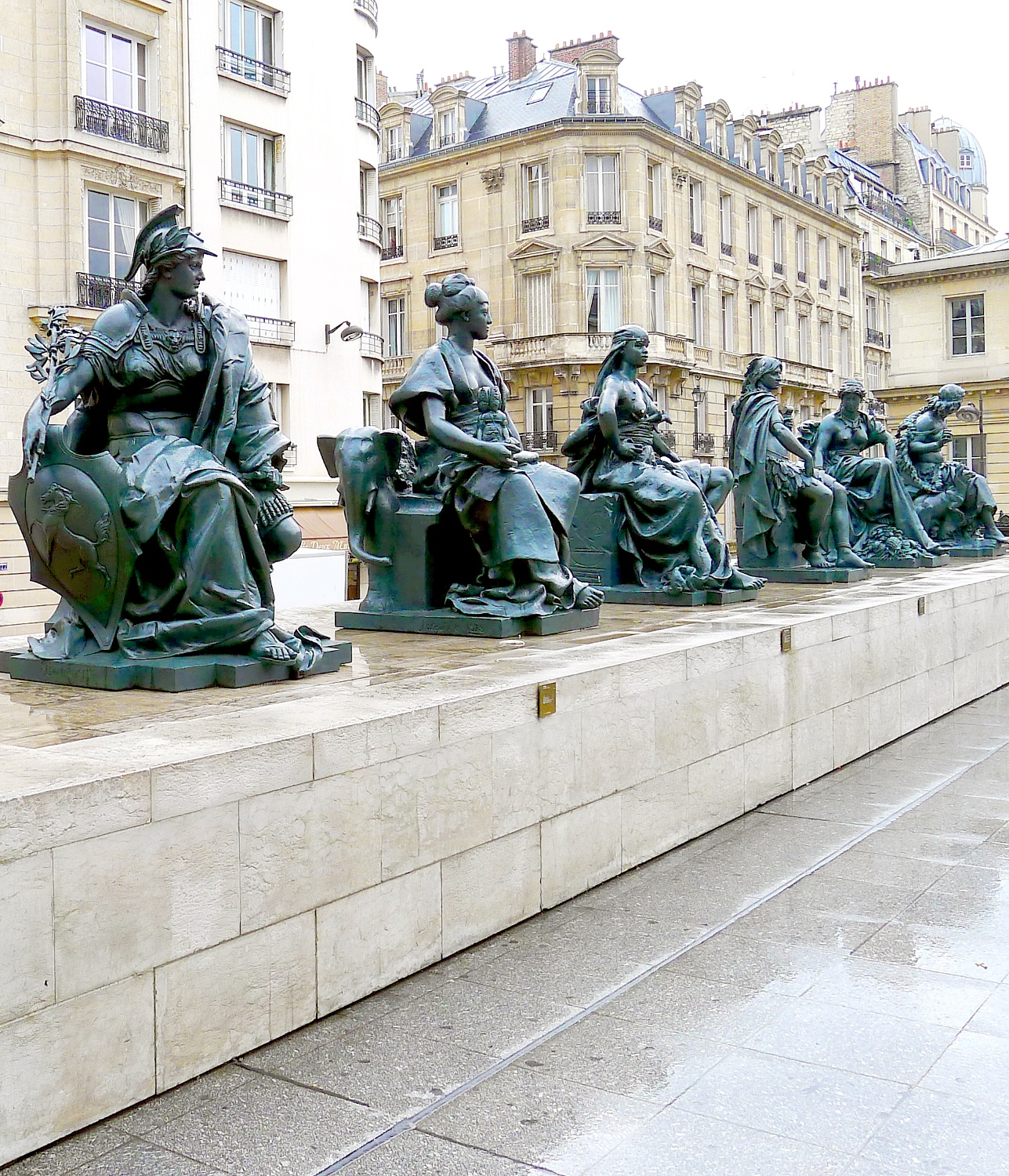
Beeldengroep Esplanade musée d'Orsay Parijs
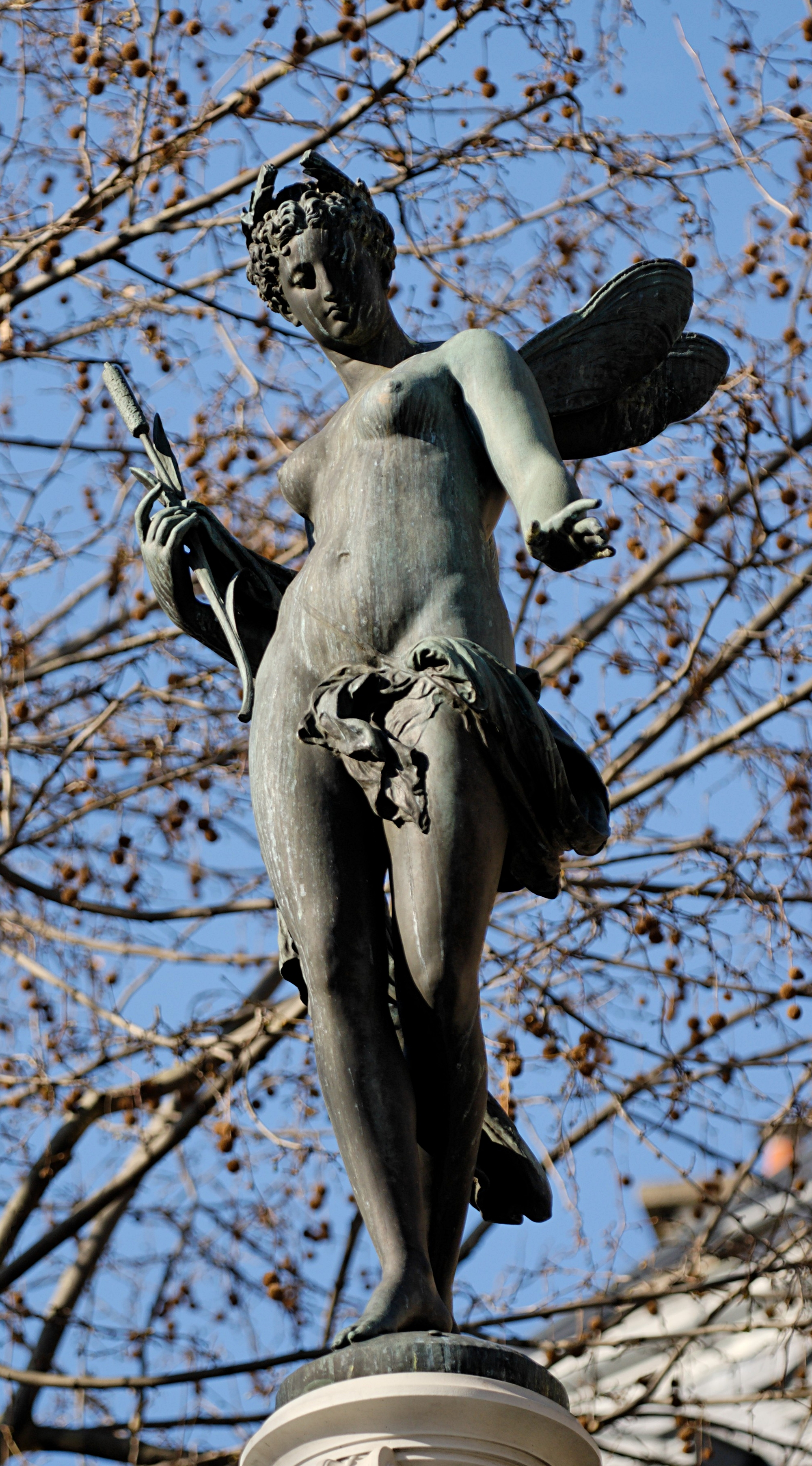
Waternimf: Place du Théâtre-Français, Parijs
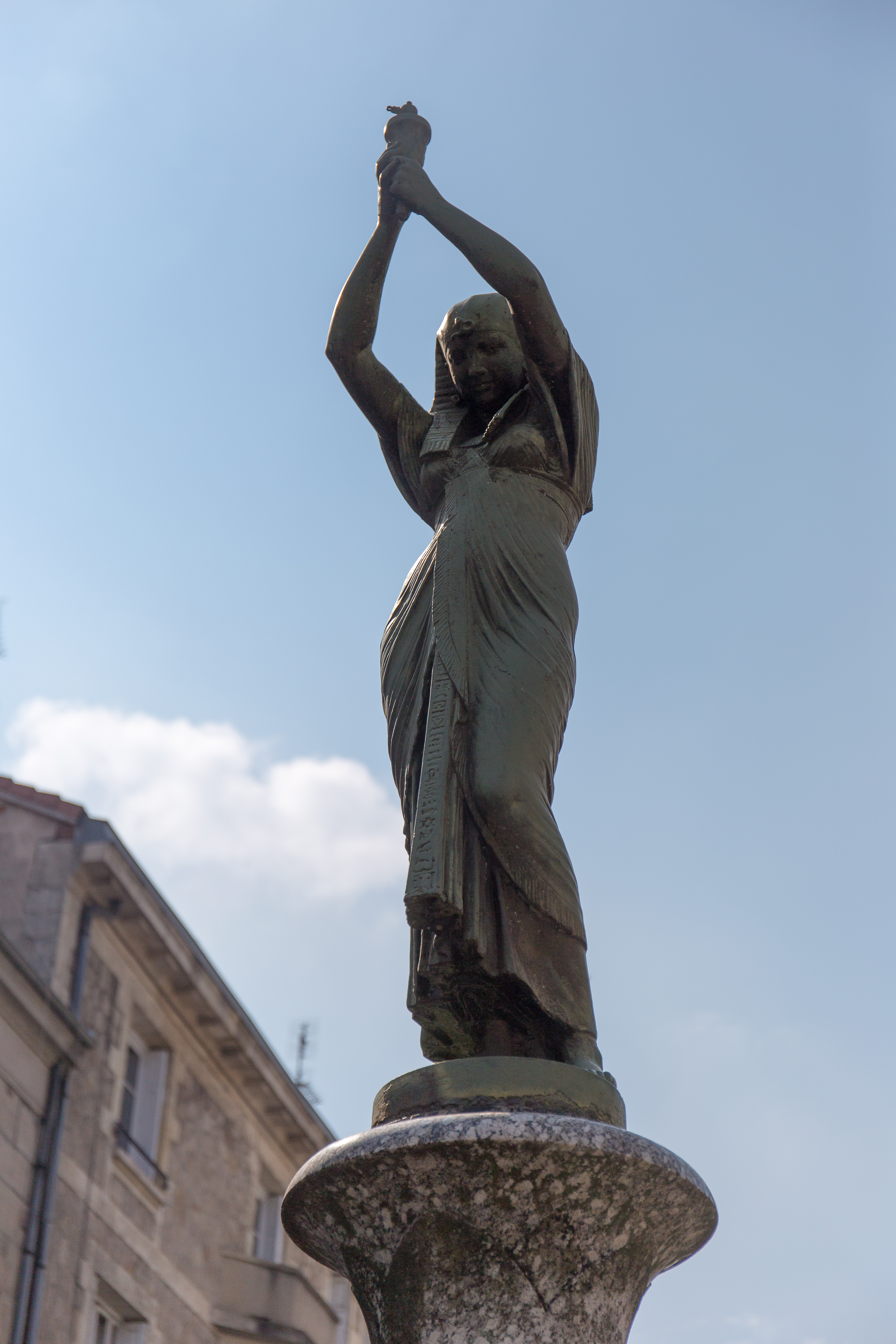
Egyptische vrouw, Saint-Etienne
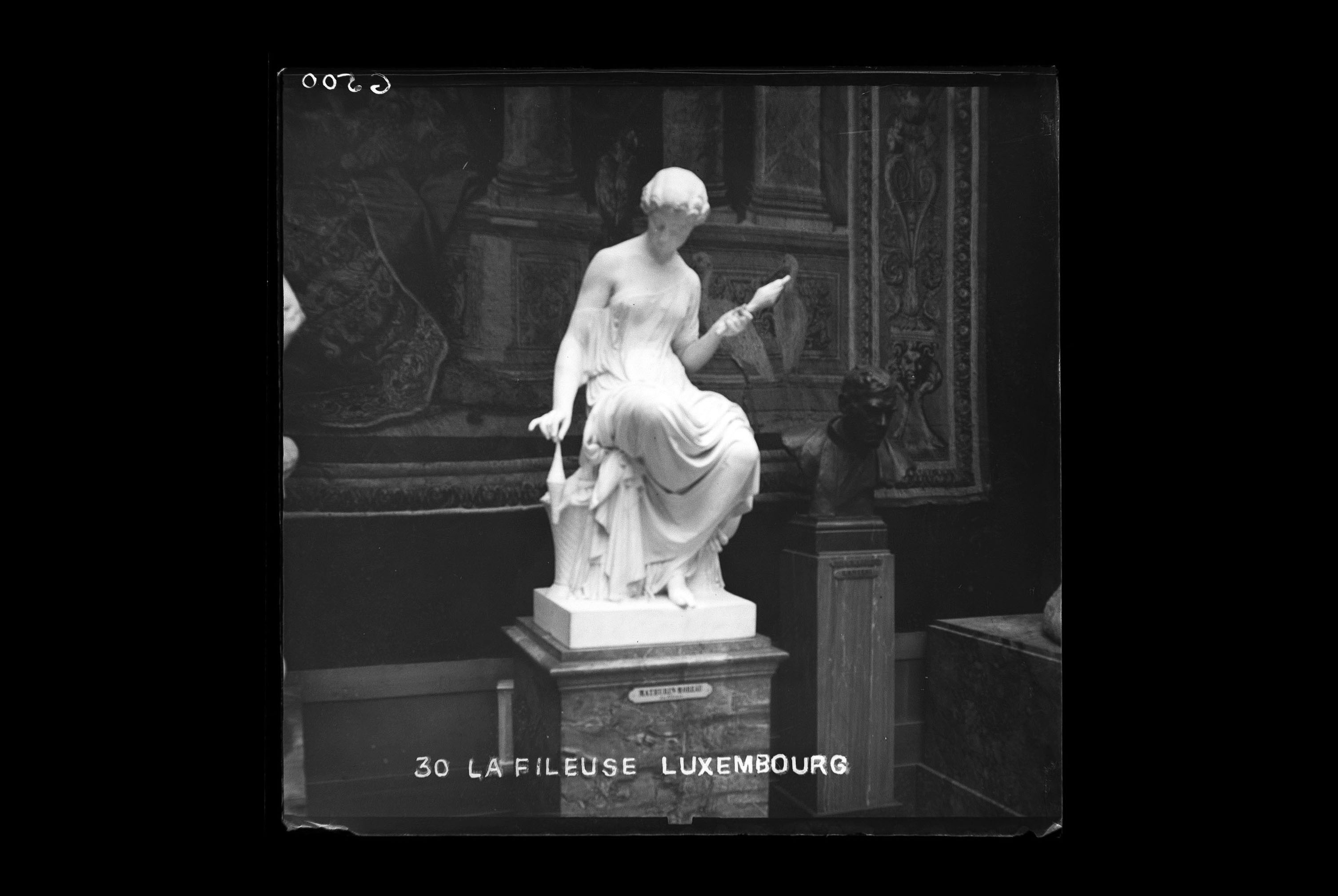
Fileuse (Musée d'Orsay)
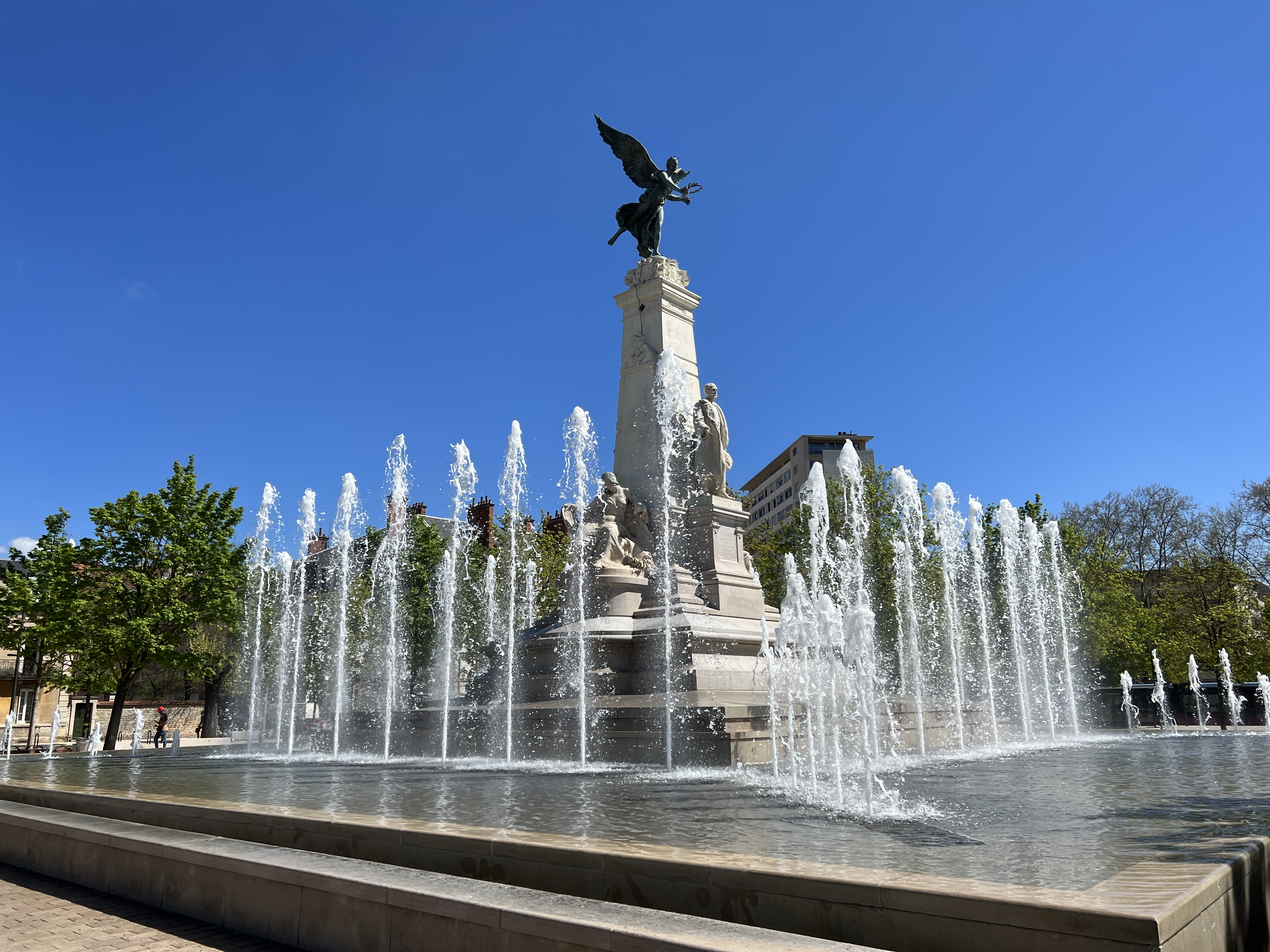
Place de la République, Dijon

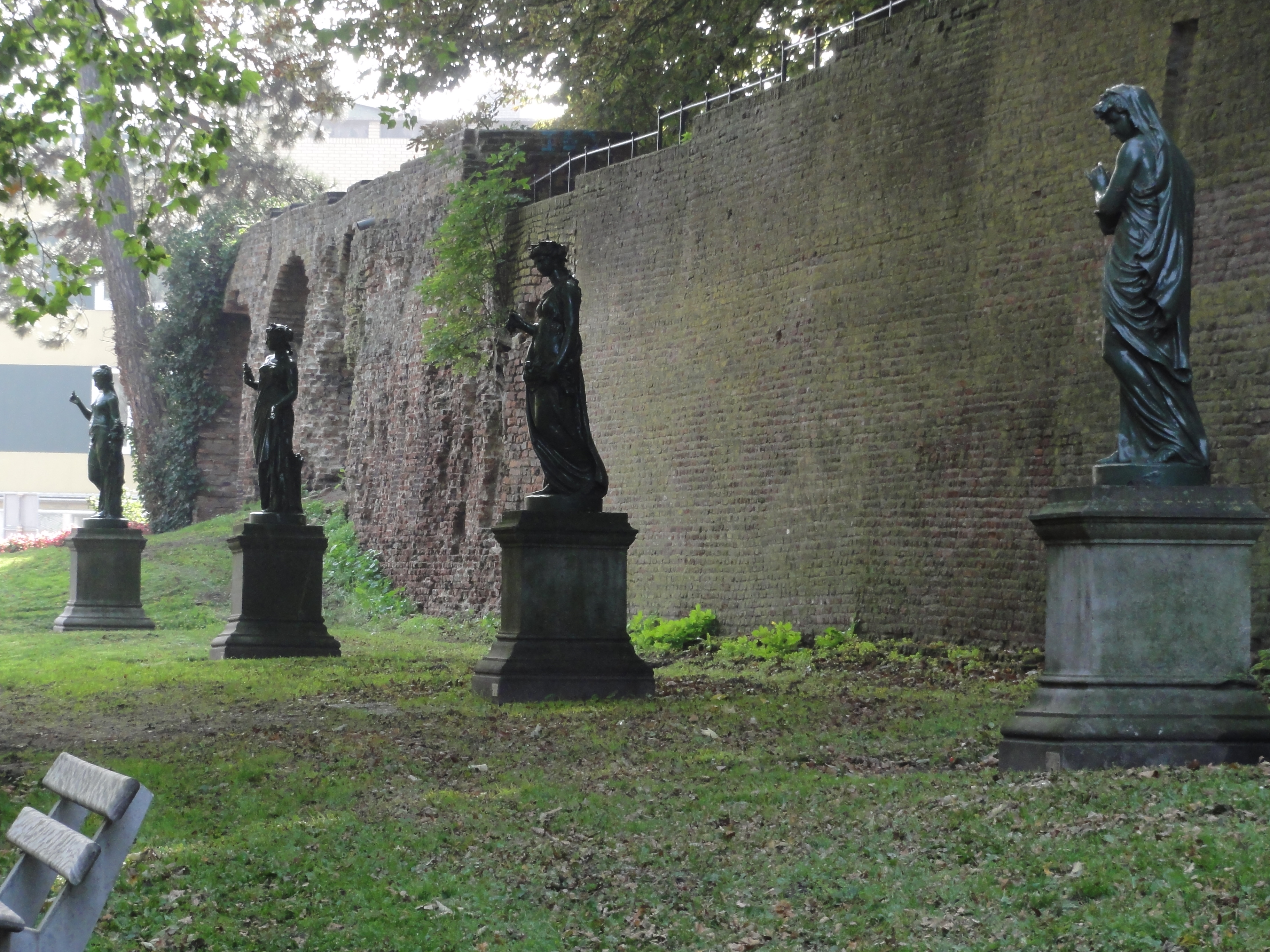
Beeldengroep De vier jaargetijden hier nog in het Hunnerpark in Nijmegen. Inmiddels zijn ze teruggeplaatst naar de Nassausingel in die stad.
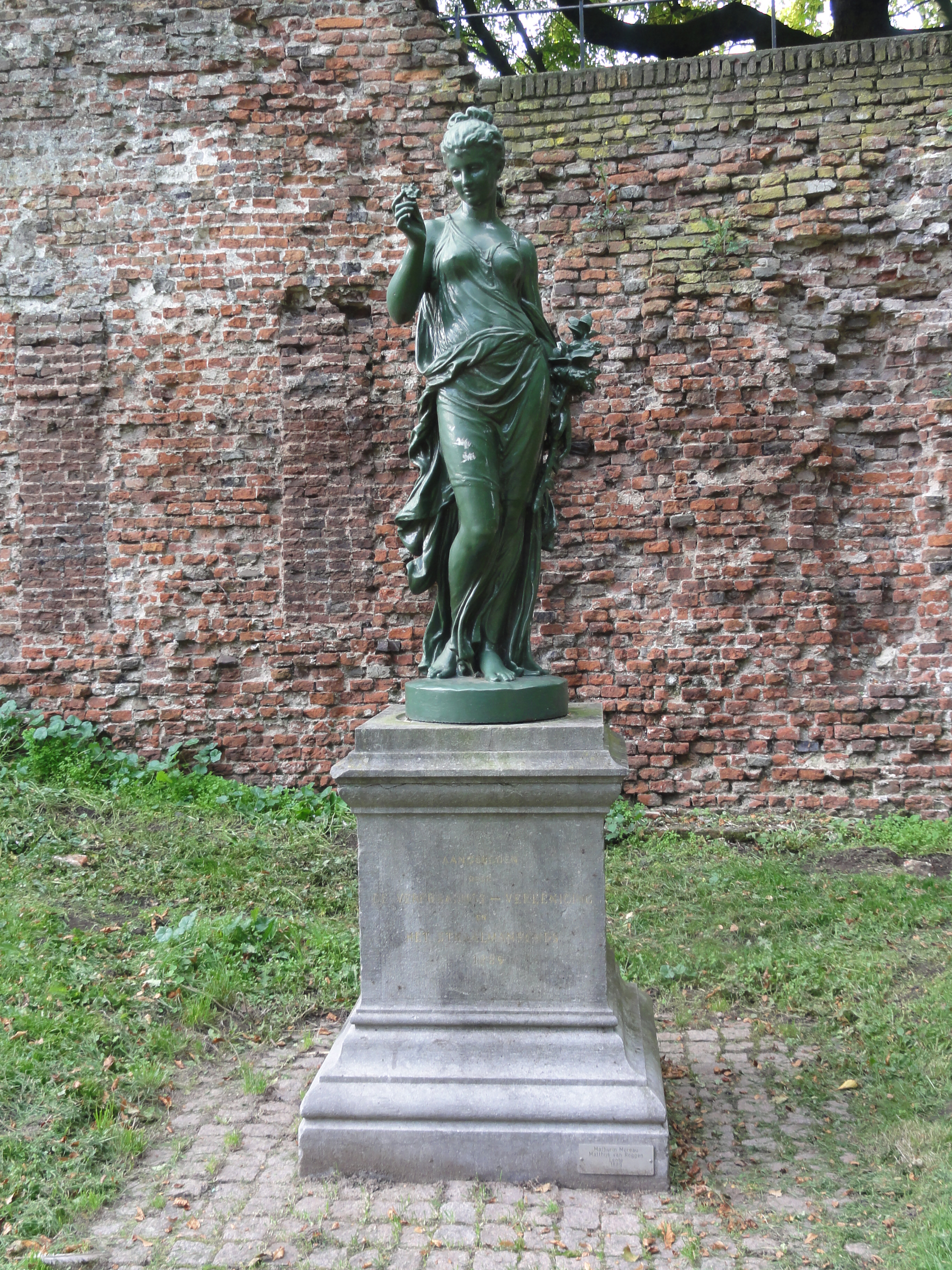
Lente
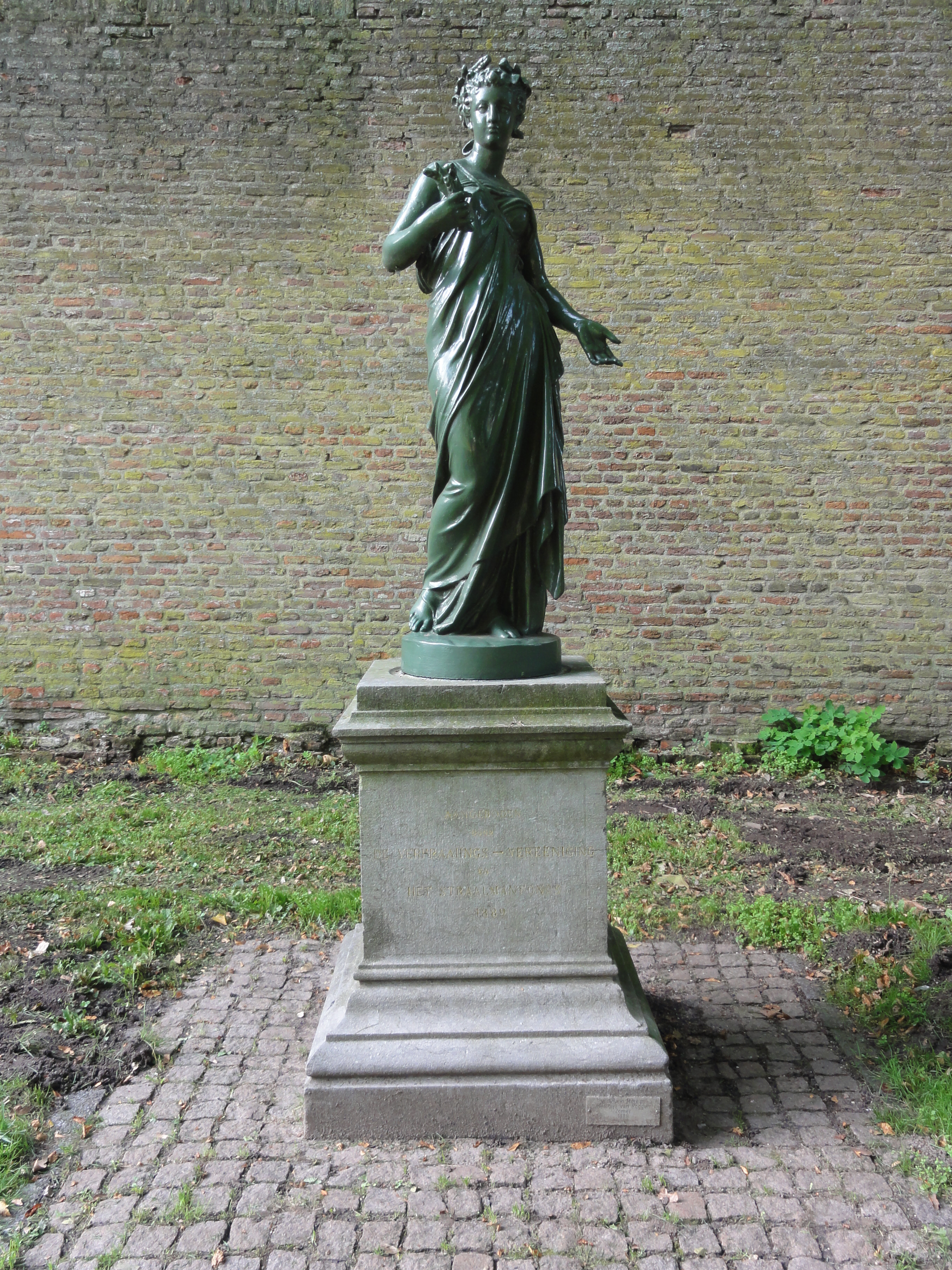
Zomer
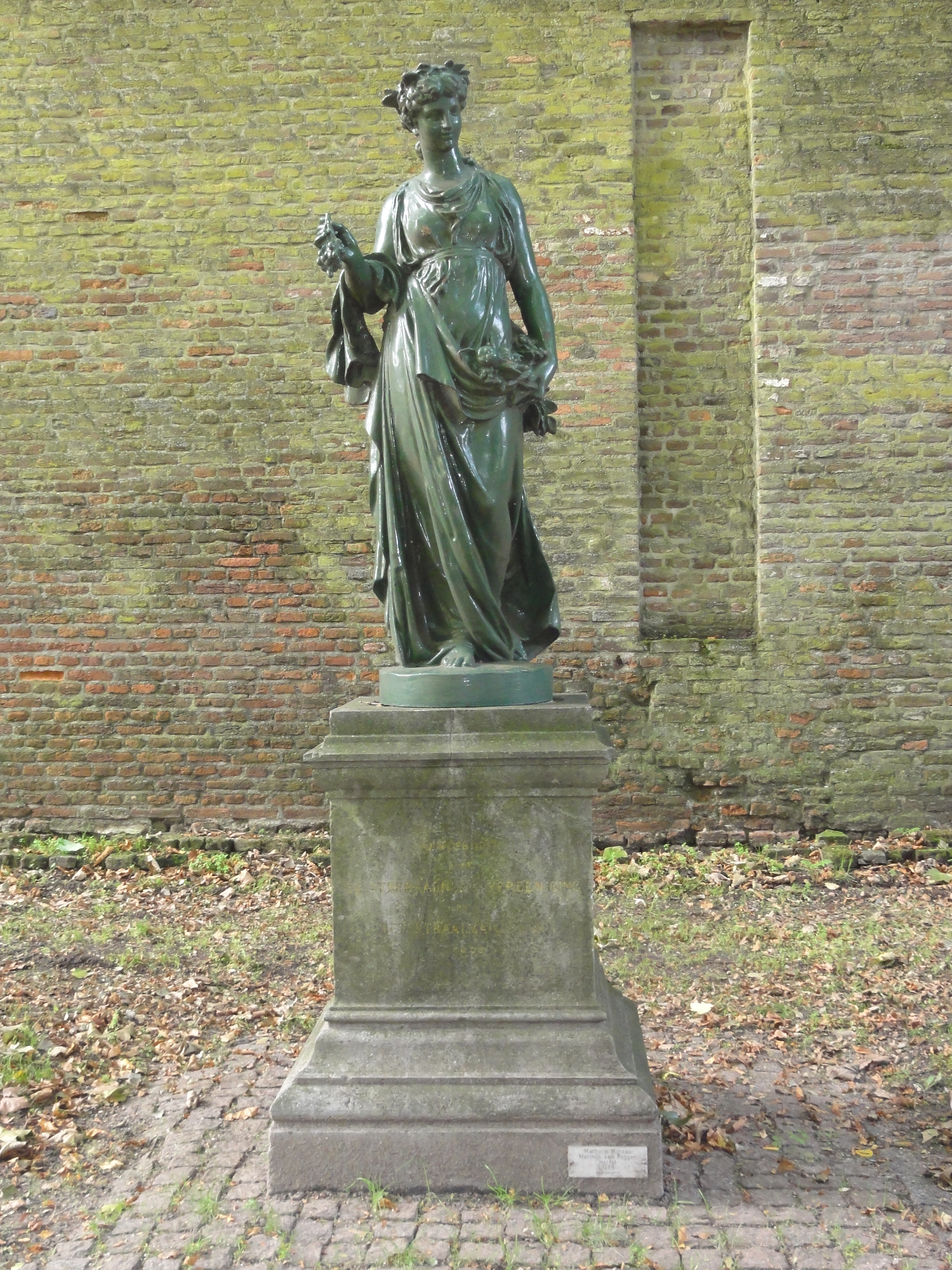
Herfst
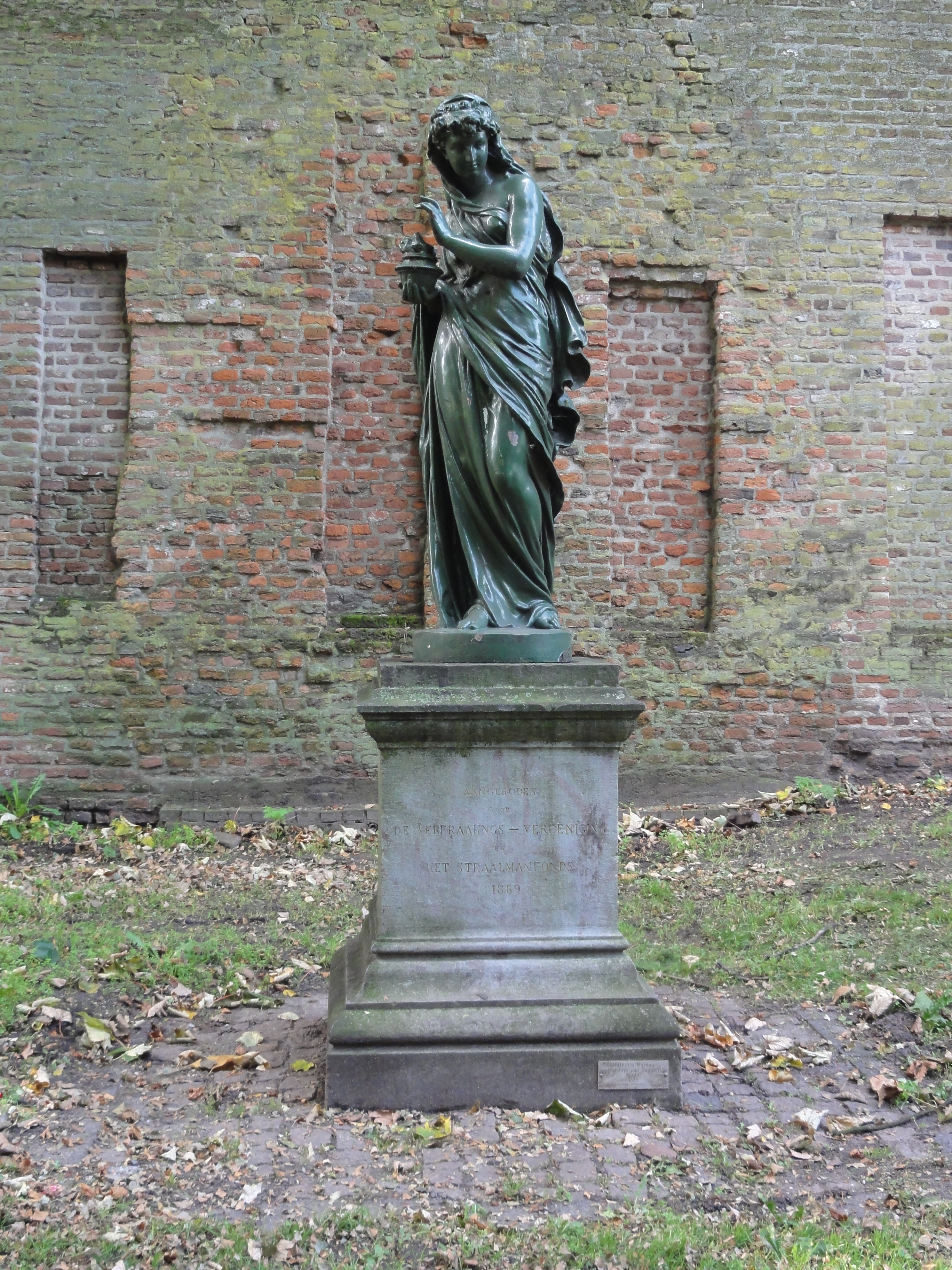
Winter